# 晏紫
晏紫（1984年11月12日—）， 四川成都人，網球運動員。以雙打成就著稱，與鄭潔搭檔獲得2006年温布頓女雙冠軍、2006年澳網女雙冠軍、2008年北京奧運女雙銅牌（代表中國）。2009年與香港信义集团富商之子李圣根結婚，2014年起代表香港出戰網球。

## 生平

### 2010年前
2005年，晏紫取得首個WTA巡迴賽單打冠軍 - 廣州國際女子網球公開賽。同年，和老拍擋鄭潔合作，奪得2個WTA巡迴賽女雙賽事冠軍 - 澳大利亚霍巴特（Hobart）四級賽印度海德拉巴（Hyderabad）四級賽。在國內比賽方面，晏紫代表四川省參加中華人民共和國第十屆全運會網球比賽，在女雙決賽中，和老拍擋鄭潔合作，擊敗天津市代表彭帥和謝顏澤奪得金牌。

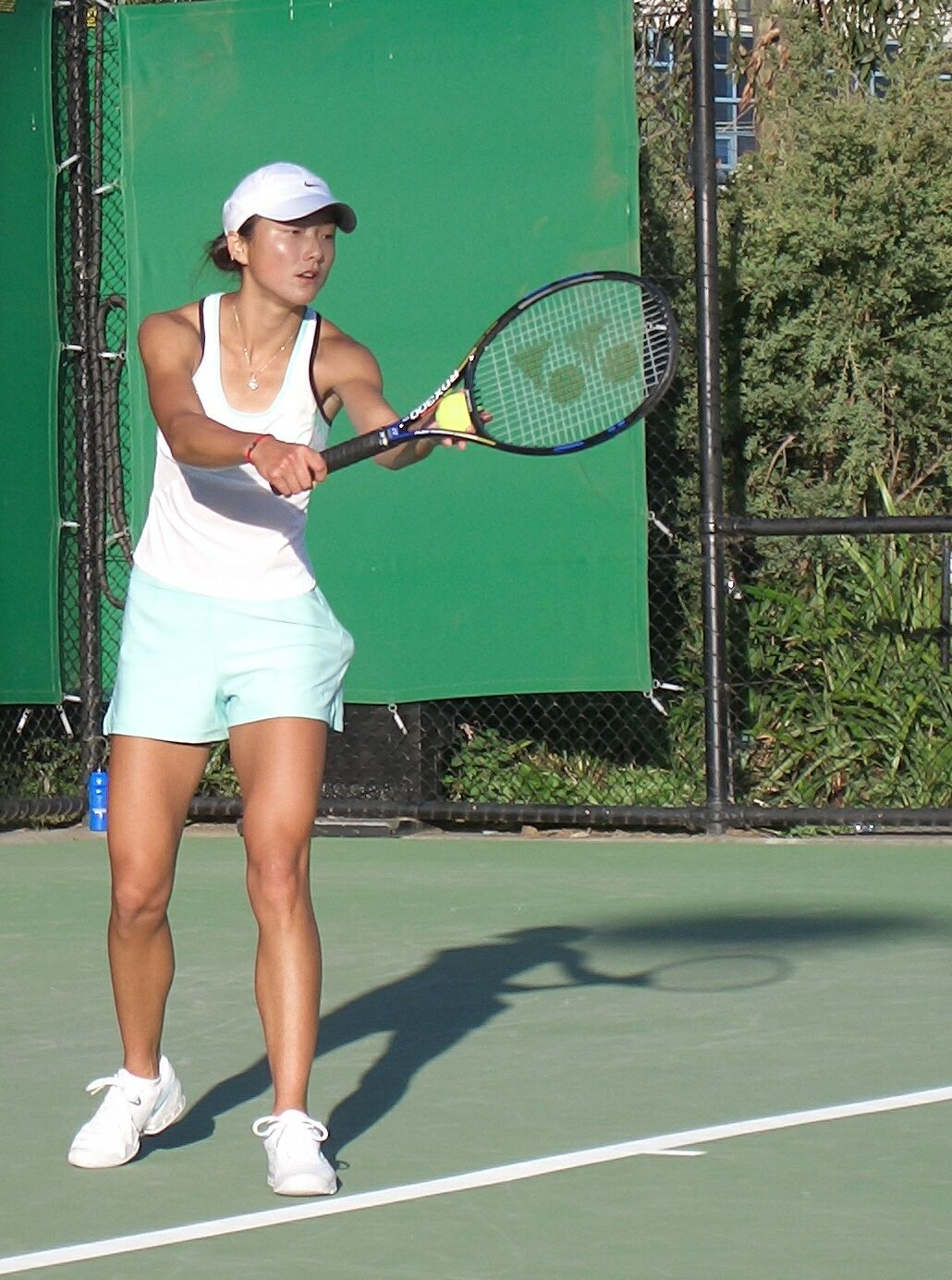
她的澳大利亚網球公開賽第一个比赛

2006年的澳大利亚網球公開賽（澳網）中，晏紫在女單比賽第二輪出局，不過在女雙比賽方面，和老拍擋鄭潔合作，成功殺入決賽；在決賽中第一盤落後2-6的劣勢下，連追兩盤7-6(9-7) 6-3，擊敗美國老將丽莎·雷蒙德（Lisa RAYMOND）和東道主澳大利亚的萨曼莎·斯托瑟（Samantha STOSUR），奪得冠軍； 在第二盤賽事中更成功挽救对手的2個賽點。並成為首個奪得大滿貫成年組賽事冠軍的中国人。
同年的温布尔登網球錦標賽中，又以盤數2:1擊敗對手奪標。
在北京奧運會網球女雙，和老拍擋鄭潔合作，獲銅牌。
2009年到台灣參加海碩盃雙打，和中華台北女將詹謹瑋搭，準決賽敗給印尼老將巴絲琪/紮拉梅妲。

### 2010年後：淡出
2009年12月，晏紫与信义玻璃控股有限公司执行董事李圣根分別於23日在深圳及30日在香港举行婚礼。婚後定居香港。
2012年1月17日下午1：55，晏紫在香港生女兒。2010年時晏紫指她早很以前能聽懂粵語。
2015年被委任為香港網球公開賽賽務副總監。

## WTA巡迴賽冠軍
- 單打 (1)
  - 2005年 (1) - 廣州公開賽

- 雙打 (17)
  - 2005年 (2) - 澳洲霍巴特四級賽、印度海德拉巴四級賽 [全部 w/ 鄭潔]
  - 2006年 (6) - 澳網、柏林一級賽、摩洛哥拉巴特四級賽、荷蘭斯海爾托亨博斯三級賽、温布尔登、紐黑文 [全部 w/ 鄭潔]
  - 2007年 (5) - 查爾斯頓一級賽、史特拉斯堡三級賽 [以上兩項 w/ 鄭潔]、廣州公開賽 [w/ 彭帥]、東京（AIG日本公開賽）、泰國公開賽 [w/ 孫甜甜]
  - 2008年 (2) - 悉尼國際賽[w/ 鄭潔]、史特拉斯堡國際賽[w/ 佩雷比尼斯]
  - 2009年 (1) - 洛杉矶华美银行公开賽[w/ 莊佳容]
  - 2010年 (1) - 佛罗里达MPS Group锦标赛[w/ 马泰克]

## 國內比賽冠軍
- 雙打 (1)
  - 十運會（2005年）[w/ 鄭潔]

## 亞運會冠軍
- 雙打 (1)
  - 多哈亞運會（2006年）[w/ 鄭潔]

## 參看
- 2006年澳大利亚网球公开赛

## 外部連結
- 晏紫的国际女子网球协会官方資料（英文）
- 晏紫的國際網球總會 職業／青少年 官方資料（英文）
- 澳網官方網頁報導中國球員首奪大滿貫錦標（中文版）
- 網球網BBS 鄭潔／晏紫專區 （页面存档备份，存于）
- 晏紫博客